# Palazzo Gemelli
Palazzo Gemelli è una dimora signorile del Tardo Rinascimento, ma restaurata nel 1591, situato al termine della salita della Motta ad Orta San Giulio.

## Architettura
È composto da due sezioni distinguibili: un corpo principale che si affaccia su un ampio piazzale lastricato delimitato da una balaustra di colonnine in pietra. Vi si accede tramite un'ampia scalinata in pietra; in pietra sono anche i decori delle finestre. Sulla facciata, decentrato verso destra, è presente il portone principale decorato in pietra con rappresentato, sulla chiave di volta, lo stemma gentilizio.

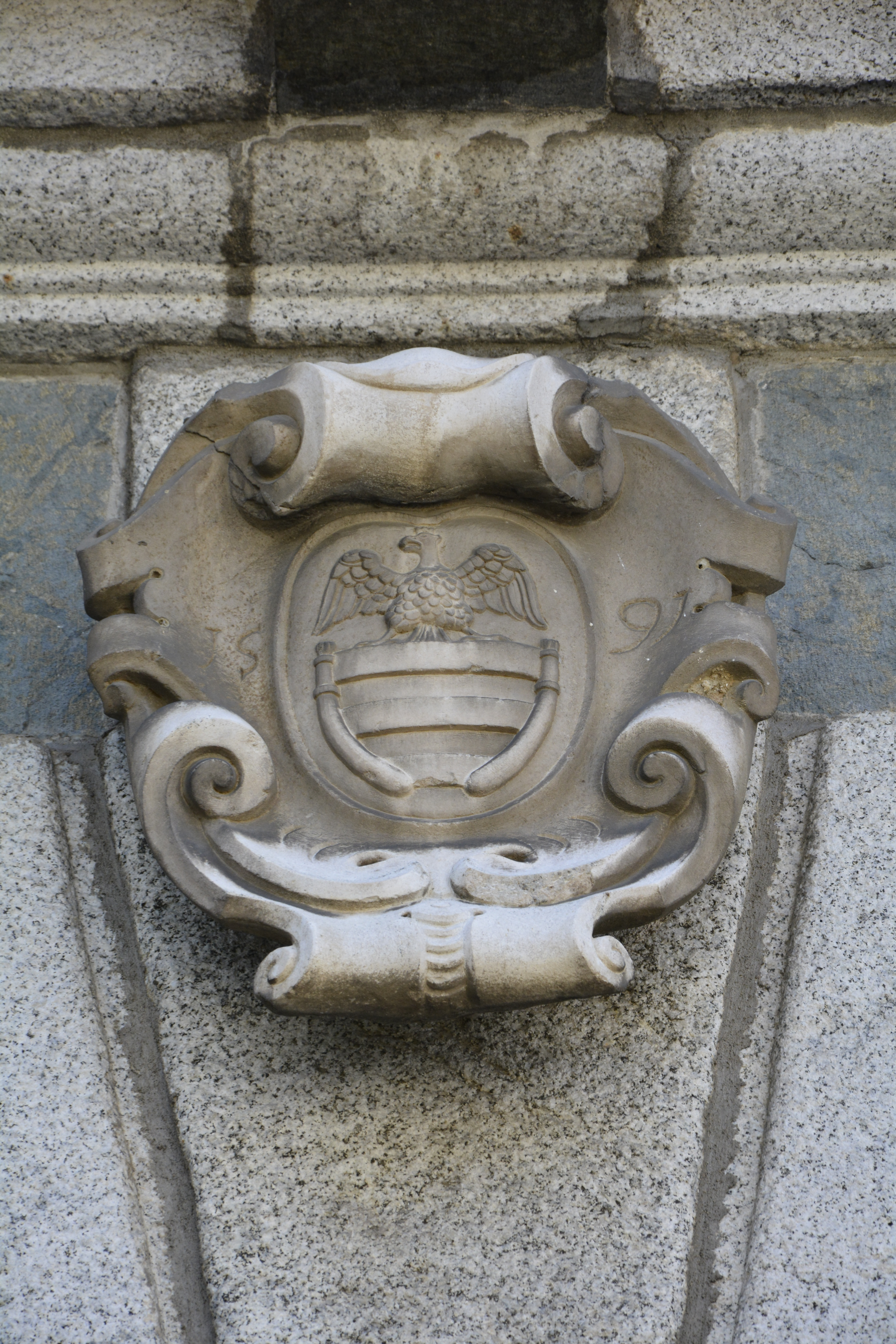

Di fianco è presente una sezione più bassa, con portone di servizio centrato e un terrazzo a cui si accede attraverso una scala composta da un corpo centrale di pochi gradini e due scalette laterali.
La facciata è affrescata, infatti ancora sono visibili gli affreschi del grande cornicione a volta del corpo centrale ed i medaglioni sormontanti le finestre del secondo piano del corpo più laterale.

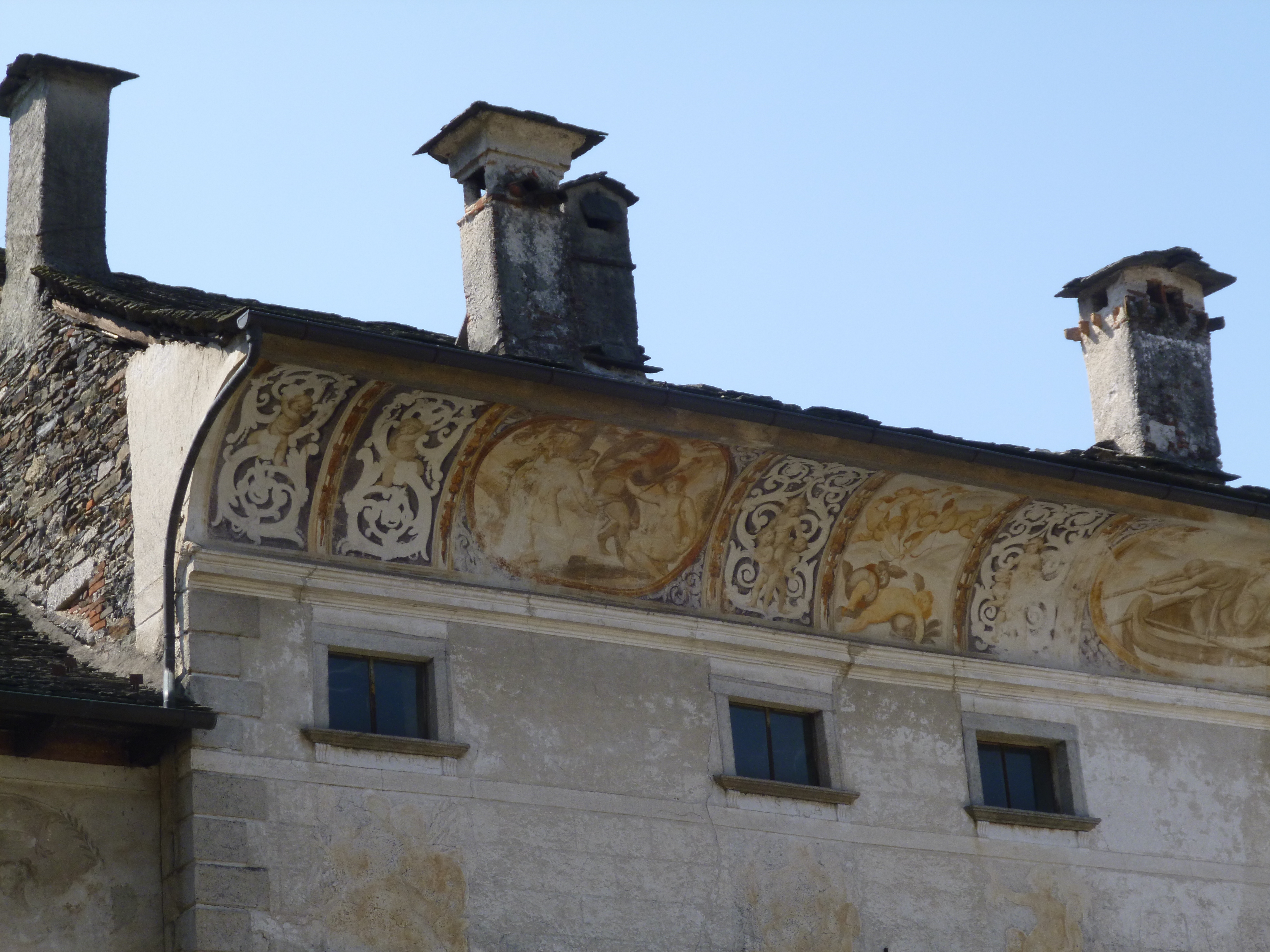
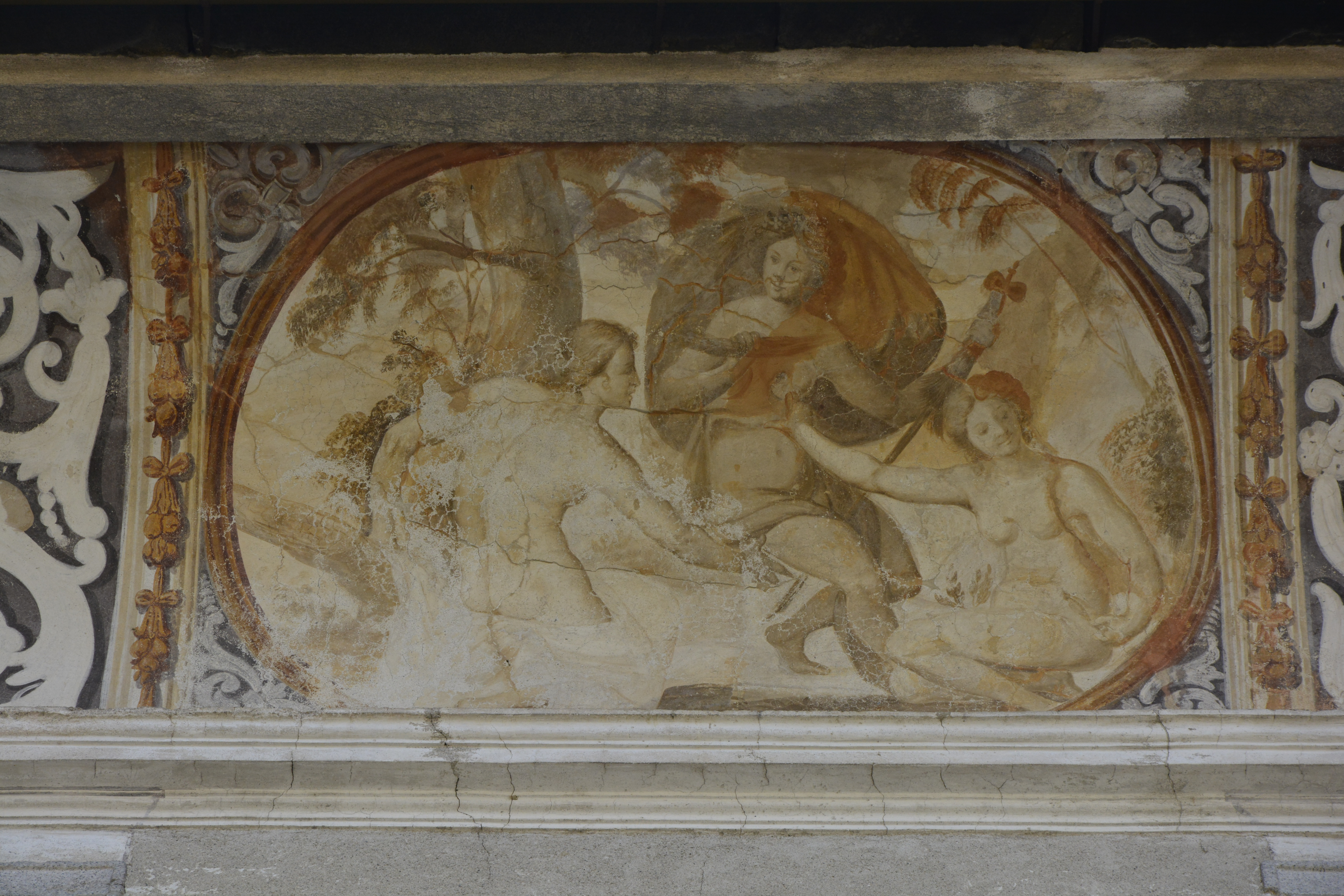

All'interno è presente il parco, esempio classico di "Giardino all'Italiana", suddiviso in quattro piani di diverse altezze collegati da scale in pietra.